# Porxo de Sant Antoni Abat
El porxo de Sant Antoni Abat és un edifici situat al carrer del mateix nom del Raval de Barcelona, catalogat com a bé cultural d'interès local. És el que queda de l'església del mateix nom, destruïda durant la Guerra Civil, i actualment es troba integrat dins del complex escolar de l'Escola Pia de Sant Antoni a la Ronda de Sant Pau.

## Història

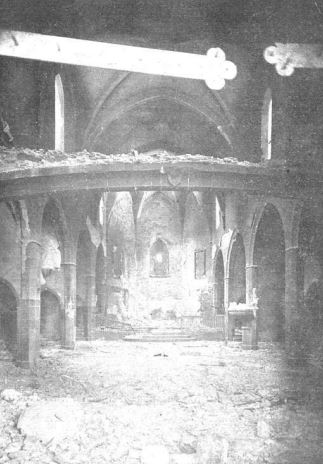
Interior durant la Setmana Tràgica (1909)

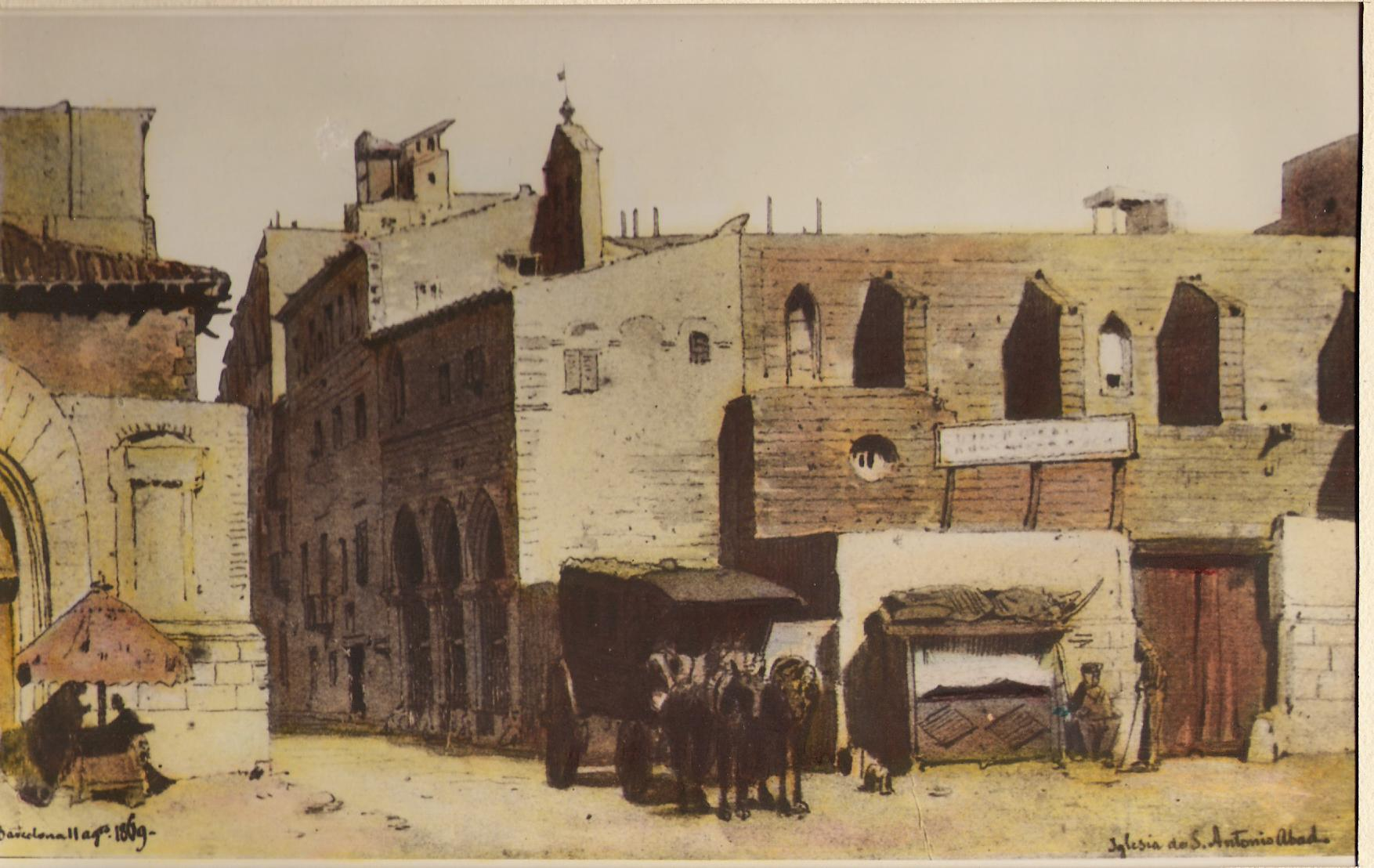
Vista de l'església des del Portal de Sant Antoni

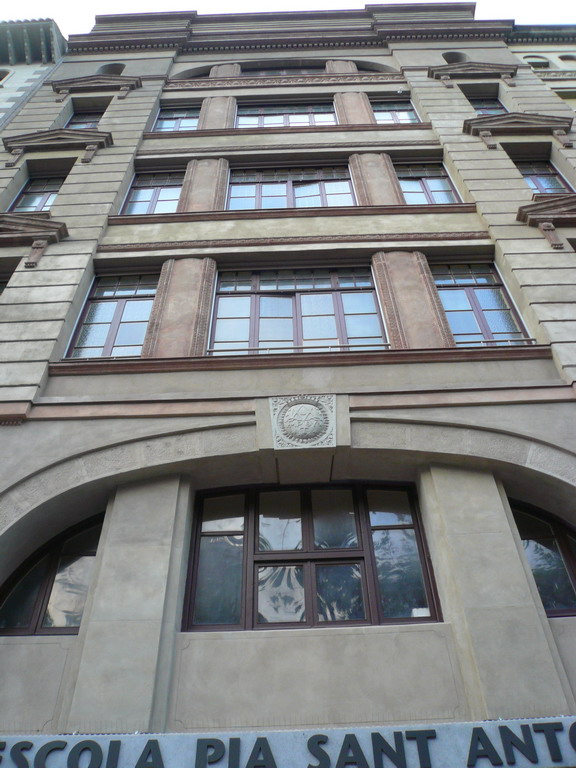
Façana de l'Escola Pia de Sant Antoni

Al segle xv, l'orde dels Canonges Regulars de Sant Antoni va establir un hospital, església i convent a tocar de la muralla. Aquest establiment exercia un control sanitari dels viatgers a la seva entrada a la ciutat. En el decurs dels anys, els antonians i el convent mateix van entrar en decadència, i el 1791 es va extingir l'orde.
El 1806, els escolapis es van fer càrrec del convent, i el 1815 ja va poder entrar en funcionament el seu centre docent. El 1854, arran de l'enderrocament de la muralla, l'arquitecte Miquel Garriga i Roca hi va projectar una escola nova.
Entre 1875 i 1884, l'escola va ser ampliada i reformada, segons un projecte atribuït a Modest Fossas. El 1909, com altres establiments religiosos, va patir els efectes de la Setmana Tràgica, i el conjunt d'església i escola va ser cremat, perdent el seu mobiliari, del que cal destacar el valuós retaule dedicat al sant titular, obra de Jaume Huguet i que es coneix gràcies a fotografies antigues. Un cop superat l'episodi, el conjunt es va poder restaurar, i el 1927 començà a aixecar-se una nova escola, l'actual.
Durant la Guerra Civil, l'església va ser novament incendiada i posteriorment enderrocada, essent substituïda per una nova a principis dels anys 1940, obra de Jaume Mestres i Fossas. Només en resta el porxo al carrer de Sant Antoni Abat, on encara es pot veure la τ de l'orde antonià.

## Descripció
Està format per dues crugies paral·leles al carrer, de planta baixa i pis, de tres mòduls cadascuna. A la part posterior té una façana postissa i cega al pati d'illa, on antigament hi havia l'església, ocupat per la zona de jocs d'una escola.
La façana principal presenta la porxada formada per tres arcs apuntats amb arquivoltes sostinguts per les corresponents columnes amb capitells decorats amb motius vegetals. Sobre aquesta base es recolza una planta pis amb façana de pedra on domina el ple sobre el buit. En aquesta planta apareixen tres finestres alineades amb els arcs de sota. Aquestes estan integrades en arcs apuntats també arquivoltats però de menor dimensió que els de la porxada. Tots els arcs tenen motllurats i detalls d'estil gòtic.
L'arcada dels porxos ha estat tancada amb fusteria metàl·lica i vidre per la seva utilització com espai útil. Aquesta intervenció d'inicis del segle xxi ha estat molt respectuosa amb l'arquitectura original. Al l'interior es troben les voltes de creueria que sustenten la planta superior. En el mur de tancament de l'antiga nau principal trobem la porta principal al centre de la façana i unes portes més petites d'època posterior a la de l'edifici gòtic. La porta principal té múltiples arquivoltes i un timpà amb un baix relleu representant una escena de Sant Antoni Abat. Aquesta porta dona pas a la segona crugia, on es conserven les voltes de les naus laterals però no la central, que corresponia al cor i va ser substituït per un sostre pla modern. Com a única excepció als elements gòtics, les petites portes laterals es van decorar a posteriori en estil neogòtic.
La teulada és plana amb terrat. El perímetre del coronament té un ampit sòlid amb un senzill remat de motllura clàssica també de pedra.
Artísticament cal destacar el delicat treball de la pedra que s'utilitza per crear la decoració de les façanes, sobretot els capitells gòtics decorats amb caps d'àngels i elements florals. També són remarcables els escuts de la façana amb el símbol del patró; la creu de tau esculpida en pedra i els escuts de l'orde dels santantoniencs.